# Komplikation (Uhrwerk)

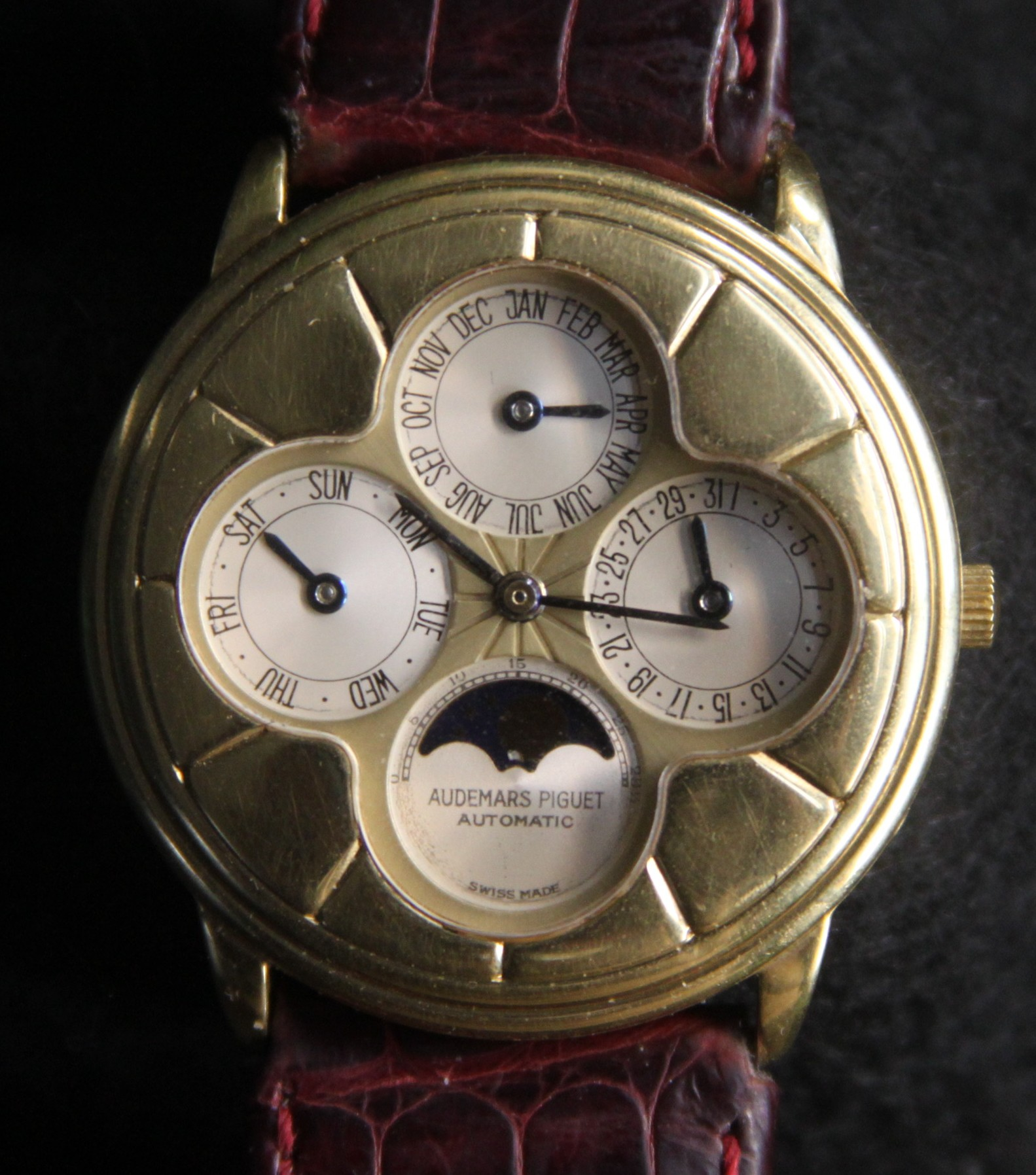
Armbanduhr mit Komplikationen
Audemars Piguet

Eine Komplikation bei Uhren ist eine Zusatzfunktion des mechanischen Uhrwerks, die über die übliche Anzeige von Stunde, Minute und Sekunde hinausgeht. Sie steigert den Preis und den Funktionswert.

## Beschreibung
Komplikationen lassen sich als Module verstehen, die das Uhrwerk nutzen, aber nicht dessen Teil sind, und die unter anderem Funktionen übernehmen wie Datumsanzeige, Großdatum, springenden Datumswechsel, retrograde Anzeigen, Mondphasenanzeige (Anzeige der aktuellen Stellung des Mondes in einem Zifferblattausschnitt), Mondaltersanzeige (Indikation zum Ablesen der Anzahl von Tagen seit dem letzten Neumond), Vollkalender (komplettes Kalendarium mit Anzeige von Tag, Datum und Monat, auch Vollkalendarium genannt), Jahreskalender, Vierjahreskalender, Ewiger Kalender, Chronometerregulierung, Sekundenstopp, Chronograph, Rattrapante, Wecker, Repetition (Minutenrepetition, Stundenrepetition etc.), Spielwerk, Zeitgleichung oder Weltzeitindikation mit bis zu 24 Zeitzonen. 
Sind viele aufwändige Komplikationen in eine Armband- oder Taschenuhr eingebaut, so spricht man bei dieser Uhr von einer Grande Complication oder komplizierten Uhr.
An der Stelle ist anzumerken, dass auch das Tourbillon (franz. für „Wirbelwind“) häufig als eine Komplikation angesehen wird – was allerdings nicht ganz richtig ist. Das Tourbillon ist eine Vorrichtung, die überwiegend in Armband- und Taschenuhren zu finden ist und den negativen Einfluss der Schwerkraft auf die Ganggenauigkeit korrigieren soll. Da eine Uhr am Handgelenk immer unterschiedlich bewegt wird, hat das Tourbillon folglich keinerlei positiven Effekt und kann deshalb nicht als eine richtige Uhrenkomplikation angesehen werden. Uhrenhersteller bauen es trotzdem ein, um eine Uhr wertvoller zu machen.
Die Zusatzmodule nennt man auch Kadraturen; sie werden durch Kadraturisten gebaut.
Der Begriff „complication“ wurde im Englischen auch für die Smartwatch-Betriebssysteme Wear OS von Google, watchOS von Apple, sowie Tizen von Samsung übernommen; es handelt sich dabei um eine Art von Widgets für virtuelle Ziffernblätter, die entweder Shortcuts zu bestimmten Apps sind oder Zusatzinformationen, beispielsweise Wetterdaten, anzeigen. So können etwa bestimmte Zifferblätter auf der Apple Watch bis zu acht Komplikationen enthalten.